# Amanita Design
Amanita Design es una compañía checa desarrolladora de videojuegos independientes, que fue fundada en 2003 por Jakub Dvorský. La compañía ha desarrollado varios videojuegos que han ganado los Premios Webby, como juegos educativos, minijuegos y publicidad, todos creados usando Adobe Flash. Su primer juego, Samorost, fue publicado en su página web en el 2003 y su último juego, Happy Game, fue lanzado al mercado en el 2021. Actualmente, su obra más popular es Machinarium, que salió a la venta en el 2009, y fue ganador del premio Excellence in Visual Art, del 12º Independent Festival Games.

## Videojuegos
- Samorost (2003)
- Rocketman VC (2004)
- Samorost 2 (2005)
- The Quest for Rest (2007)
- Questionaut (2008)
- Machinarium (2009)
- Osada (2011)
- Botanicula (2012)
- Samorost 3 (2016)
- Chuchel (2018)
- Pilgrims (2019)
- Creaks (2020)
- Happy Game (2021)
- Phonopolis (2025)